# Hình tượng con quạ trong văn hóa

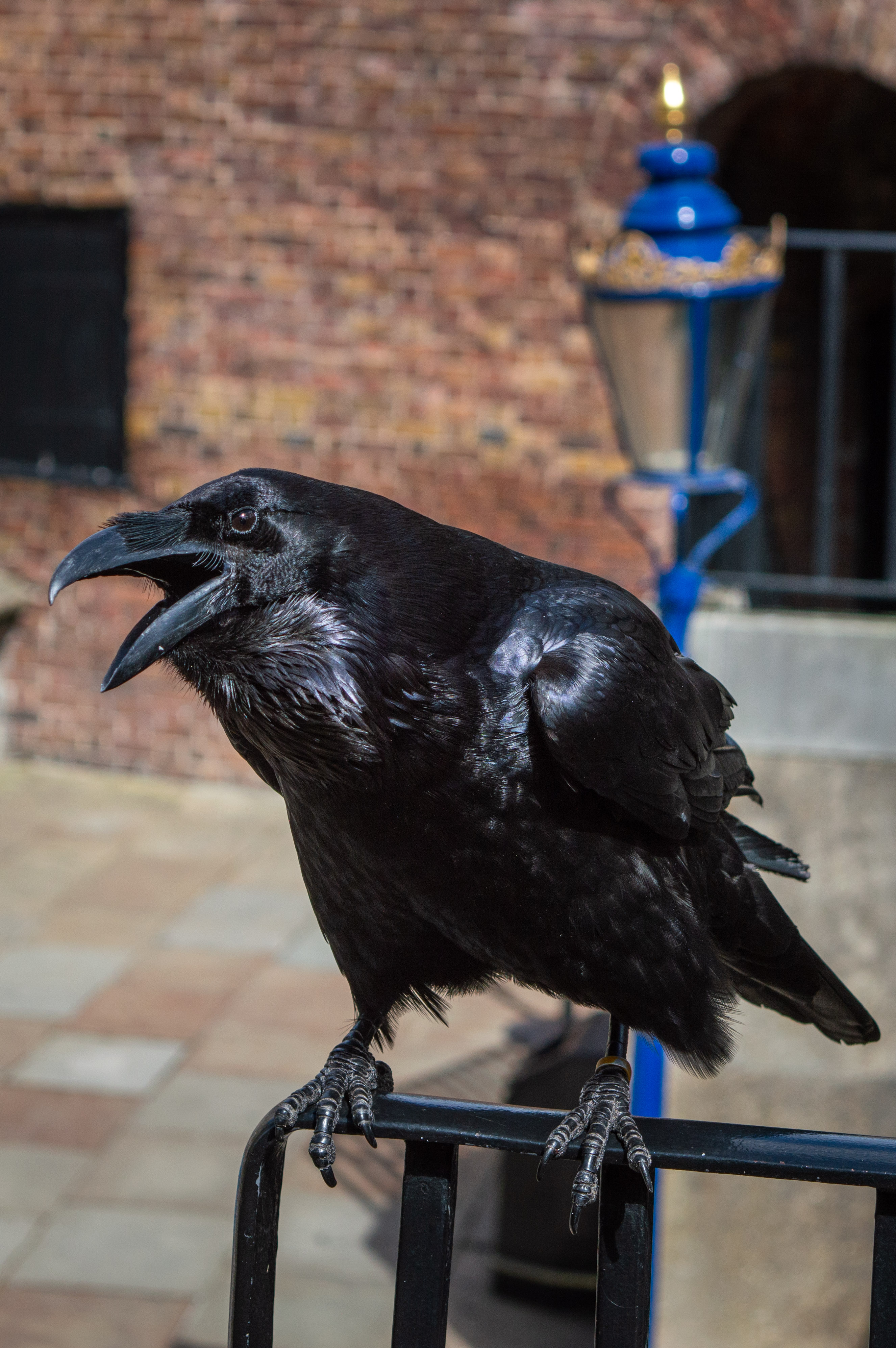
Một con quạ đen

Trong văn hóa, có nhiều mô tả và cách nhìn nhận về hình tượng con quạ, biểu tượng quạ trong văn hóa thế giới được sử dụng với những biến đổi đa dạng về ý nghĩa mang tính hai mặt. Con quạ khoác trên mình bộ áo lông màu đen là màu tang tóc, hắc ám nên quạ thường bị coi là sứ giả của bóng đêm, của tối tăm địa ngục, của tai ương chết chóc, điềm xấu, xui rủi trái ngược với bồ câu trắng là biểu tượng của hòa bình thì quạ đen là loài chim dữ, gắn với ý tưởng về cái ác, đáng sợ. Nếu thiên nga là hình ảnh biểu trưng cho sự đẹp đẽ, thanh khiết, sang trọng thì quạ khoang là hình ảnh vô cùng xấu xí. Ngoài ra quạ còn mang nhiều ý nghĩa khác như ma thuật, lời tiên tri, sự táo bạo, kỹ năng và xảo quyệt, thủ đoạn gian trá và trộm cắp.

## Hình tượng

### Điềm xấu

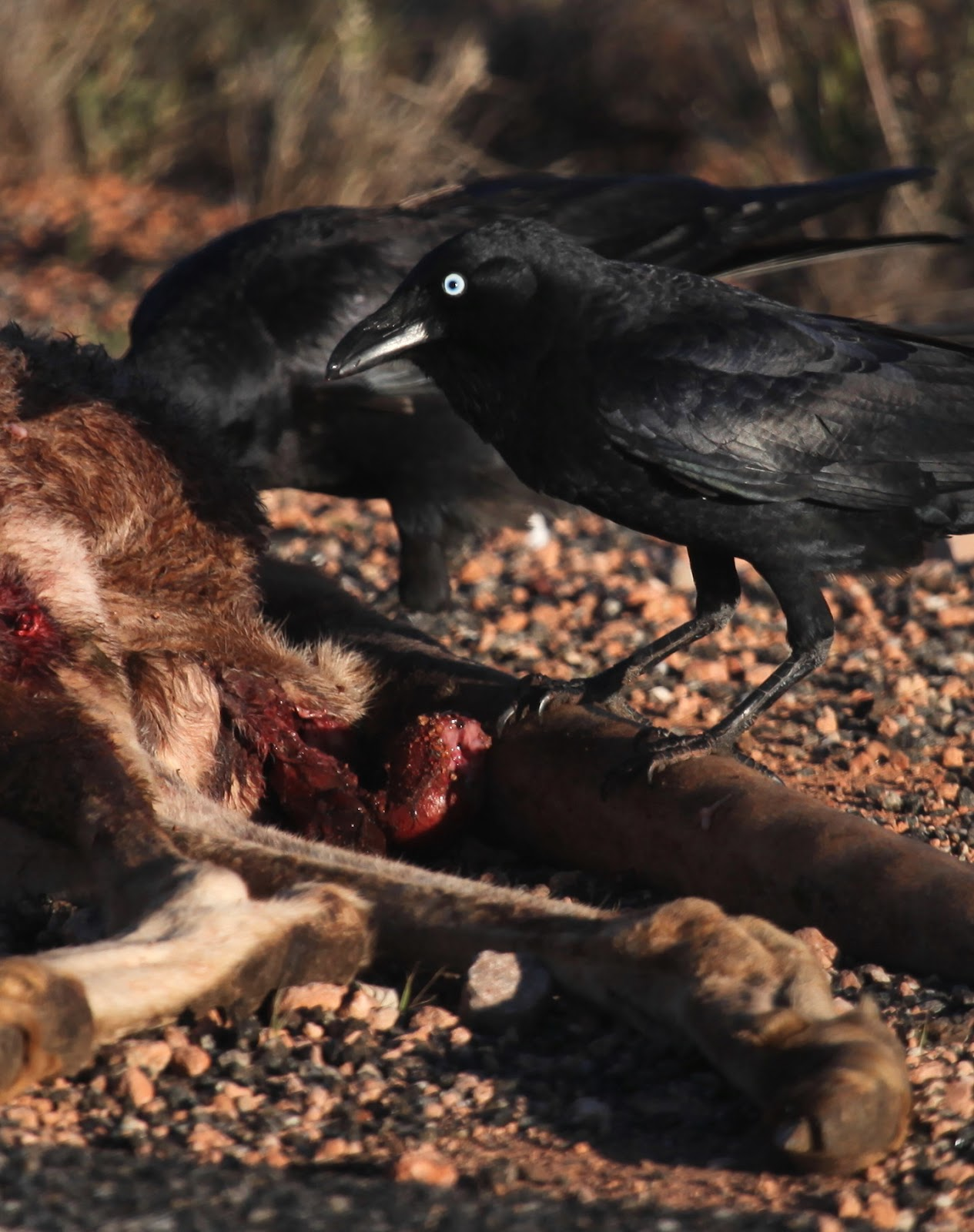
Hai con quạ đang ăn xác thối, chúng là biểu tượng của cái chết

Khi nói đến con quạ trong suy nghĩ của nhiều người luôn mang ý nghĩa xấu vì ở phương Tây (hoặc ít nhất, phương Tây gần đây), quạ từ lâu đã được coi là một điềm xấu. Ngay cả trong các nền văn hóa nơi mà các con quạ được xem là thủ môn của pháp luật thiêng liêng, nó vẫn còn là biểu tượng của mặt tối-cái không biết. Ý tưởng "quạ là điềm xấu 'bắt nguồn ở châu Âu bởi vì nó hay ăn xác thối rữa. Trong câu chuyện của Noah, Noah phái con quạ đi tìm kiếm đất khô, nhưng những con quạ đã không cung cấp những tin tức tốt. Thần thoại Hy Lạp nói về Athena trừng phạt con quạ đã cung cấp các tin tức xấu, cấm nó không bao giờ được trở lại thăm Acropolis, và biến nó từ một con chim màu trắng sang màu đen.
Trong một số sử thi phương Tây, quạ còn là loài vật báo hiệu cái chết của các vị anh hùng trong những trận đánh lớn. Chúng thường đi thành cặp, và thường xuất hiện trước người phụ nữ là mẹ hoặc vợ của các anh hùng để đưa tin dữ. Ngày nay, người phương Tây vẫn thương xem quạ là hiện thân của điềm gở. Người Pháp tin rằng quạ là linh hồn của các linh mục xấu xa. Người Đức coi con quạ là hiện thân của linh hồn bị nguyền rủa. Trong khi ở Nga, phù thủy được cho là có hình dạng của quạ. Còn đối với người Thụy Điển, quạ kêu vào ban đêm báo hiệu cho linh hồn của người chết không được an táng đầy đủ. Với người Celt cổ đại, con quạ là một điềm báo của cái chết và cuộc xung đột.
Ở Anh, nhìn thấy một con quạ đơn độc là cảnh báo của số mạng gặp điều không may, trong khi nghe kêu như quạ khàn biểu thị thời tiết xấu. Một con quạ kêu ba lần (quạ! quạ! quạ!) và bay qua nhà chính là báo trước cái chết. Nhìn thấy một con quạ trong lá trà được xem như là bệnh tật, còn trái ngược lại, nếu gặp phải một con quạ chết thì đó là một dấu hiệu của sự may mắn. Quạ xuất hiện trong giấc mơ thường là dấu hiệu dự báo điềm chẳng lành nên trong tâm lí chung của một số dân tộc, quạ mang ý nghĩa biểu tượng phản diện, gắn với sự xui xẻo, ghê rợn, nhơ bẩn và gắn với phù thủy, ở Ấn Độ, quạ cũng được ví với sứ giả của Thần Chết, ở Lào, những nơi mà nước đã bị quạ đụng vào thì người ta tuyệt không lấy để làm lễ tưới tẩy.
Từ những đặc trưng ý nghĩa trên, văn học hay mượn biểu tượng quạ để diễn tả những ám ảnh khủng khiếp về nỗi đau mất mát, về cái chết, cụ thể là bài thơ nổi tiếng Con quạ của nhà thơ Mỹ Edgar Allan Poe của phái thơ tượng trưng. Có một đoạn thơ mà gán điềm báo khác nhau cho các số khác nhau của Quạ: "Một con quạ có nghĩa là nỗi buồn, hai con quạ có nghĩa là niềm vui, ba con quạ một đám cưới, bốn con quạ là một cậu bé, năm con quạ có nghĩa là bạc, sáu con quạ có nghĩa là vàng, bảy con quạ một bí mật mà không bao giờ được nói", người ta cũng có câu: "Quạ không mổ mắt quạ". Tương truyền, nhà vua Charles II của Anh là người mê tín và luôn lo sợ những con quạ bởi chúng tượng trưng cho điềm xấu. 

### Tích cực

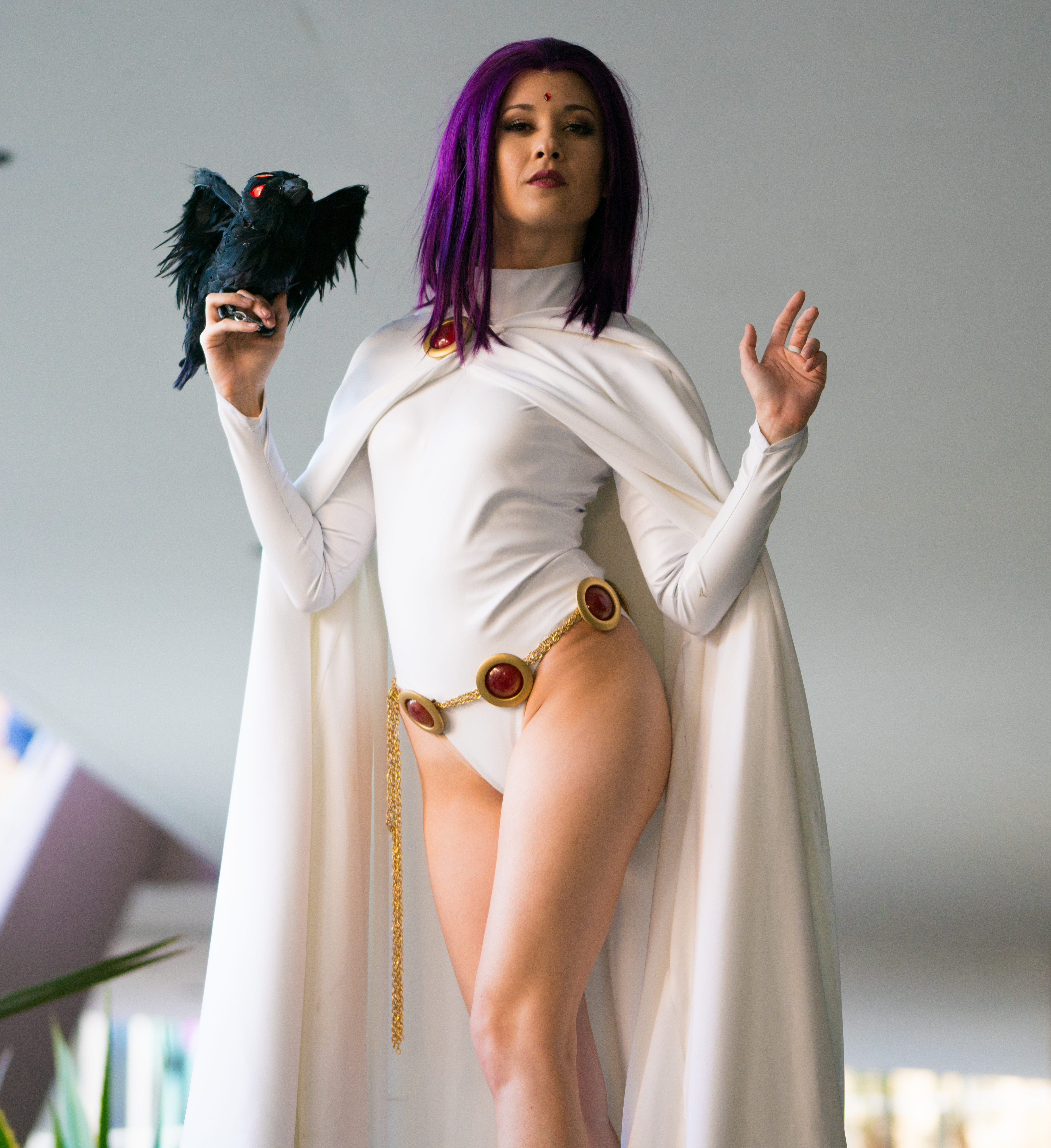
Hóa trang về vị nữ thần và con quạ

Tuy là loài ăn xác thối và thường báo hiệu sự chết chóc, nhưng quạ lại là loài chim quốc gia hay Quốc điểu của Bhutan. Nó đại diện cho Jarog Dongchen, một trong những vị thần bảo hộ quyền lực nhất đất nước này, vị giác giả là Bhusunda trong thế giới của đạo Hindu thường xuất hiện dưới hình tượng là một con quạ. Trong thần thoại Bắc Âu, quạ là loài vật thân cận của Odin, vị thần đứng đầu trong thế giới thần thoại Bắc Âu và cũng là vua của thị tộc thần thánh Aesir. Trong thần thoại Celtic, nữ thần chiến tranh Morrigan hiện thân dưới hình tượng quạ trong chiến trận.
Trong Kinh thánh Hebrew của người Do Thái hay cũng là Kinh Cựu ước của Cơ đốc giáo, quạ là loài vật đầu tiên được nhắc tới. Sách Sáng thế mô tả rằng sau trận Đại hồng thủy dữ dội, từ trên thuyền của mình, ông Noah đã cử một con quạ ra ngoài thuyền để xem nước đã rút cạn hay chưa rồi mới phái tiếp một con bồ câu. Sau đó, quạ cũng được nhắc tới nhiều lần, đôi khi người ta không được phép cho quạ thức ăn, nhưng đôi khi nó lại là sứ giả của Chúa trời. Sau này trong một số truyền thuyết của Cơ đốc giáo, quạ còn đóng vai trò bảo vệ cho một số vị Thánh trong thế giới con người, khi họ gặp tai họa.
Con Quạ là một điềm báo của chuyển đổi. Trong xã hội người Mỹ bản địa, quạ là một biểu tượng của năng lực siêu nhiên. Chúng đã được giao phó giảng dạy cách sống cho những con người tài năng. Một số bộ lạc Amer-Anh-Điêng giao phó cho con quạ để bảo vệ các tác phẩm thiêng liêng của Chúa. Không bị bó buộc bởi thời gian, Quạ có thể sống cùng một lúc trong quá khứ, hiện tại và tương lai. Với sự tự do như vậy, một con có thể tự do di chuyển giữa các thế giới của ánh sáng và bóng tối. Chúng có khả năng kiến tạo nên thế giới mới, đó là những gì con quạ thực hiện trong hệ thống niềm tin của người dân Athapaskan ở Alaska và tài năng của chúng cần thiết để dẫn linh hồn trên hành trình cuối cùng của họ trong bóng tối. 

## Phương Đông
Ở châu Á, trong văn hóa của Trung Quốc và Nhật Bản đã chọn để miêu tả con quạ như một biểu tượng tốt, là một ví dụ về lòng hiếu thảo và sự tận tâm. Một truyền thuyết Trung Quốc còn miêu tả quạ như một biểu tượng mặt trời là loài chim đại diện cho nguyên lý sáng tạo, hình tượng quạ ba chân (tam túc ô) đại diện cho mặt trời, còn các dân tộc du mục, thường săn bắn hái lượm, có suy nghĩ tích cực về con quạ, họ coi trọng tầm nhìn của con quạ trên bầu trời, chúng luôn tìm kiến sự hiện diện của động vật và quạ đã là một dấu hiệu của sự thịnh vượng và thức ăn. Trong thần thoại Nhật Bản, quạ hoặc chim ác đen được gọi là Yatagarasu hay là quạ tám thước, con quạ Yatagarasu là hiện thân của sứ giả, được Thiên Đàng gửi xuống để chỉ dẫn hoặc can thiệp vào xã hội loài người.
Ở văn hóa phương Đông, những vương giả của loài quạ còn xuất hiện trong khá nhiều truyền thuyết, mang màu sắc huyền bí và cao quý hơn. Trong thần thoại Triều Tiên, quạ ba chân được gọi là Tam Túc Ô/Samjok-o, được coi là biểu tượng của mặt trời. Người Goguryeo cổ đại nghĩ rằng một con quạ ba chân sống trên mặt trời, trong khi một con rùa sống trên mặt trăng. Samjok-o là một biểu tượng của quyền lực được đánh giá cao, được cho là mạnh hơn cả rồng và bonghwang (phượng hoàng) của Triều Tiên. Còn ở Việt Nam, con quạ là kẻ tham ăn, vì thế nó đã phải mang bộ lông màu đen suốt đời, là biểu tượng của điềm dữ, thường gắn liền với những bất hạnh của con người, đôi khi con quạ cũng xuất hiện trong các câu truyện cổ tích và câu chuyện dân gian vì trí khôn của nó.

## Tham khảo

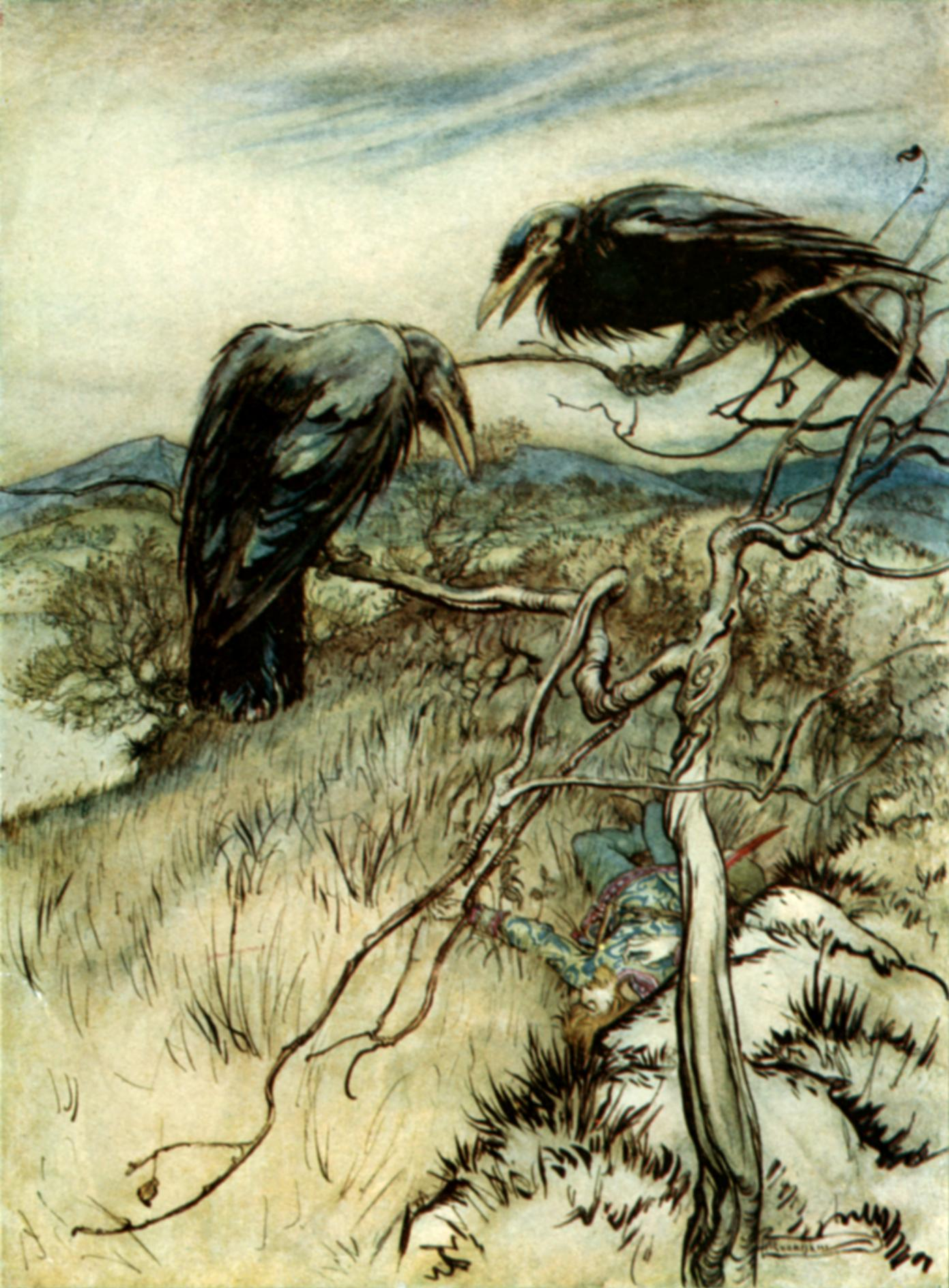
Bức tranh hai con quạ